# Megacyllene rufofemorata
Megacyllene rufofemorata là một loài bọ cánh cứng trong họ Cerambycidae.